# Dichostates tabularis
Dichostates tabularis är en skalbaggsart som beskrevs av Hermann Julius Kolbe 1897. Dichostates tabularis ingår i släktet Dichostates och familjen långhorningar.
Artens utbredningsområde är:
- Angola.
- Kenya.
- Malawi.

Inga underarter finns listade i Catalogue of Life.